# Phodopus sungorus
El hámster ruso o hámster enano ruso (Phodopus sungorus) es una especie de roedor miomorfo de la familia Cricetidae. Es propio de Kazajistán y el suroeste de Siberia, y no se reconocen subespecies.

## Características

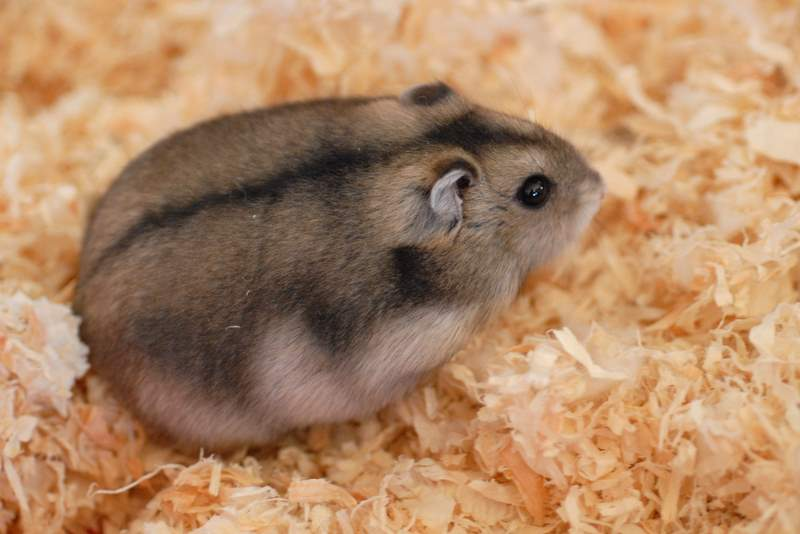
Características su línea dorsal.

El hámster ruso es de pequeño tamaño, de 7 a 10 cm de longitud y unos 35 a 50 g de peso, de cola muy corta y cuerpo rechoncho. Es común como mascota, ya que sus cuidados se limitan prácticamente a la alimentación e higiene de la vivienda; sin embargo, al igual que el resto de las especies domésticas de hámster, también es importante brindarle un espacio mínimo de 2800 cm3, para así evitar que padezcan de estrés. Es un roedor agradable al que se puede acostumbrar a una rutina de comida e interacción con las personas encargadas de él.
Se trata de un animal generalmente dócil y su esperanza de vida va de promedio de un año y medio a los dos años, aunque puede llegar a vivir excepcionalmente tres años o poco más.

## Reproducción
El período de reproducción natural, en el cual se produce el apareamiento, abarca de abril a septiembre, aunque en estado de cautividad transcurre durante todo el año. La hembra, que alcanza su madurez sexual en torno a los dos meses de edad, suele entrar en celo cada cuatro días, si bien este dura sólo unas horas y se produce un cambio en su comportamiento, soliendo quedarse quieta y con la zona genital en espera. 
El período de gestación abarca desde los dieciocho días hasta los veintiún y el número de crías por parto suele ser de cuatro a ocho y pueden llegar hasta doce.
Estos animales presentan adaptación en su reproducción mediada por el fotoperiodo, presentando reproducibilidad cuando la duración del día alcanza un valor igual o superior a trece horas. De modo que durante el invierno se inhibe la reproducibilidad y se producen cambios en el balance de energía con la consecuente pérdida de peso y cambio de pelaje. Sin embargo, durante los días largos de primavera-verano, se activan vías neuroendocrinas que mantienen la competencia reproductiva y aumentan el peso corporal.

## Hábitat
El hámster ruso habita en las estepas de Kazajistán, Siberia y Mongolia, en el continente asiático, donde construye galerías bajo el subsuelo. Sus enemigos naturales son depredadores como águilas, zorros, serpientes y otros animales rapaces.

## Alimentación
Siendo omnívoros, en su hábitat natural, suelen alimentarse principalmente de semillas y, ocasionalmente, de algunos insectos.
En hábitat doméstico, normalmente comen los piensos que ya vienen preparados.